# 奧斯特里沃克 (沃洛德米爾區)
50°50′51″N 24°20′57″E / 50.84750°N 24.34917°E
奧斯特里沃克（羅馬化：Ostrivok）是烏克蘭西北部的村莊，隸屬沃倫州的沃洛德米爾區。該村面積1.42平方公里，海拔高度195米，2001年人口588，人口密度每平方公里414.08人。